# Souvenir (film, 1996)
Pour les articles homonymes, voir Souvenir.
Pour plus de détails, voir Fiche technique et Distribution.
Souvenir est un film franco-américain réalisé par Michael H. Shamberg (en) sorti en 1996.

## Fiche technique
- Réalisation : Michael H. Shamberg
- Production : Jason Kliot
- Durée : 78 minutes
- Dates de sortie :
  - États-Unis : 14 juin 1996

## Distribution
- Hugues Quester : Michka
- Kristin Scott Thomas : Ann
- Laurence Côte : Isabel
- Melvil Poupaud : Charles